# Desmana moschata
Espèce
Statut de conservation UICN

 CR A2ac : 
En danger critique
Le Desman de Moscovie, Desmana moschata, est une espèce de mammifères de la famille des Talpidae. Ce petit animal amphibie, proche des taupes, est le seul représentant actuel du genre Desmana. On le rencontre de façon sporadique dans les bassins de grand fleuves du Kazakhstan, de Russie et d'Ukraine. C'est l'une des deux espèces de Desmans encore vivantes au XXIe siècle avec le Desman des Pyrénées. Toutes deux sont menacées.

## Taxonomie
Le nom valide complet (avec auteur) de ce taxon est Desmana moschata (Linnaeus, 1758). L'espèce a été initialement décrite par le naturaliste suédois Carl von Linné en 1778 qui la classe dans le genre Castor sous le protonyme Castor moschata. Elle fait partie du genre Desmana Güldenstädt, 1777, dont c'est la seule espèce connue.

### Noms français
Ce taxon porte en français les noms vernaculaires, vulgarisés ou normalisés : Desman de Moscovie,,,, Desman russe, Desman de Russie et de façon plus marginale :Musaraigne musquée,, Rat musqué,.

### Synonymie
Desmana moschata a pour synonyme :
- Castor moschata Linnaeus, 1758
- Desmana moschata (Linnaeus, 1758)
- Desmana moscovitica (É. Geoffroy Saint-Hilaire, 1811)
- Desmana hungarica Kormos, 1916
- Desmana mosbachensis (Schmidtgen, 1925)
- Desmana moravica Schreuder, 1940

## Description
Son corps a une taille d'environ 20 cm de long et est complété par une queue de la même longueur, son poids peut varier de 400 à 500 grammes pour un adulte.
On peut lui reconnaître en caractéristiques communes de son cousin, le Desman des Pyrénées : une trompe développée ainsi qu'une queue aplatie qui lui sert de gouvernail. Pour améliorer ses aptitudes à nager, il dispose également de pattes palmées en U plus longues sur leurs bords latéraux, les pattes avant étant toujours plus courtes que les pattes arrière.
Ses petits yeux et oreilles sont difficiles à discerner car pratiquement dissimulés sous sa fourrure. Cette dernière adopte une couleur rouge-brune à poils courts, fins et peluchés sauf sous son ventre où elle vire au gris cendré. Il dispose également d'une glande odorante située sous sa queue.

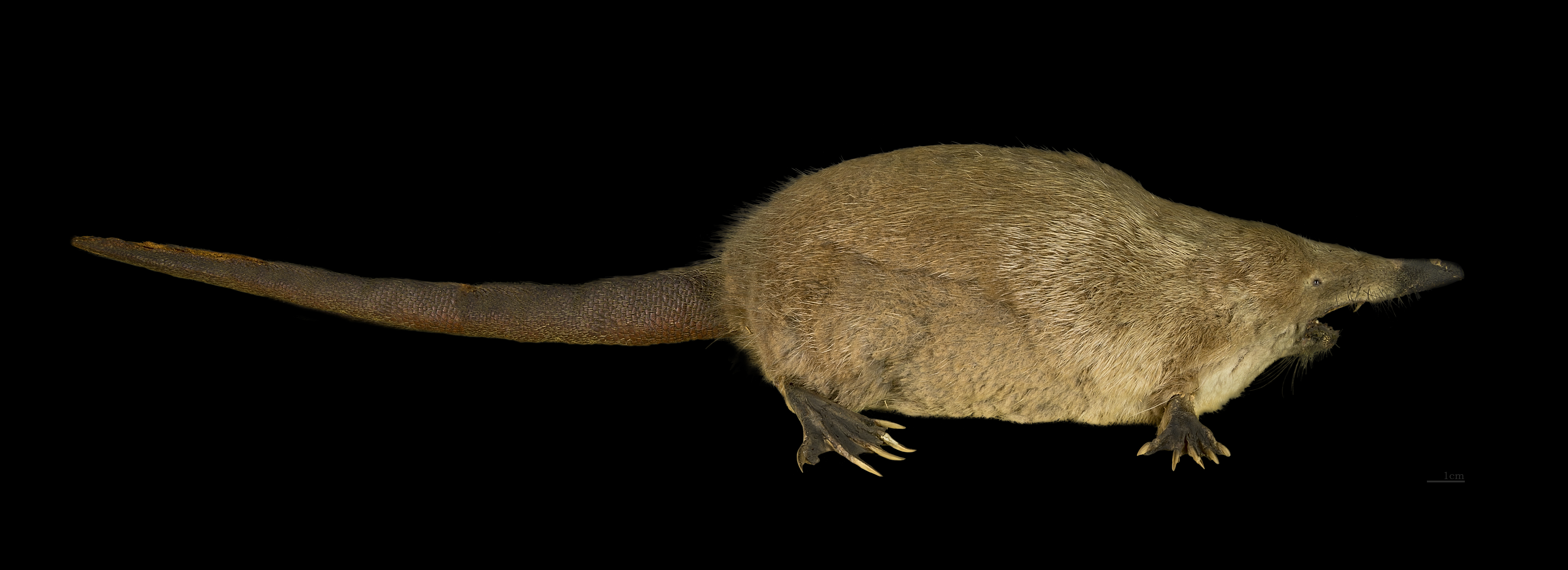
Spécimen naturalisé, muséum de Toulouse.
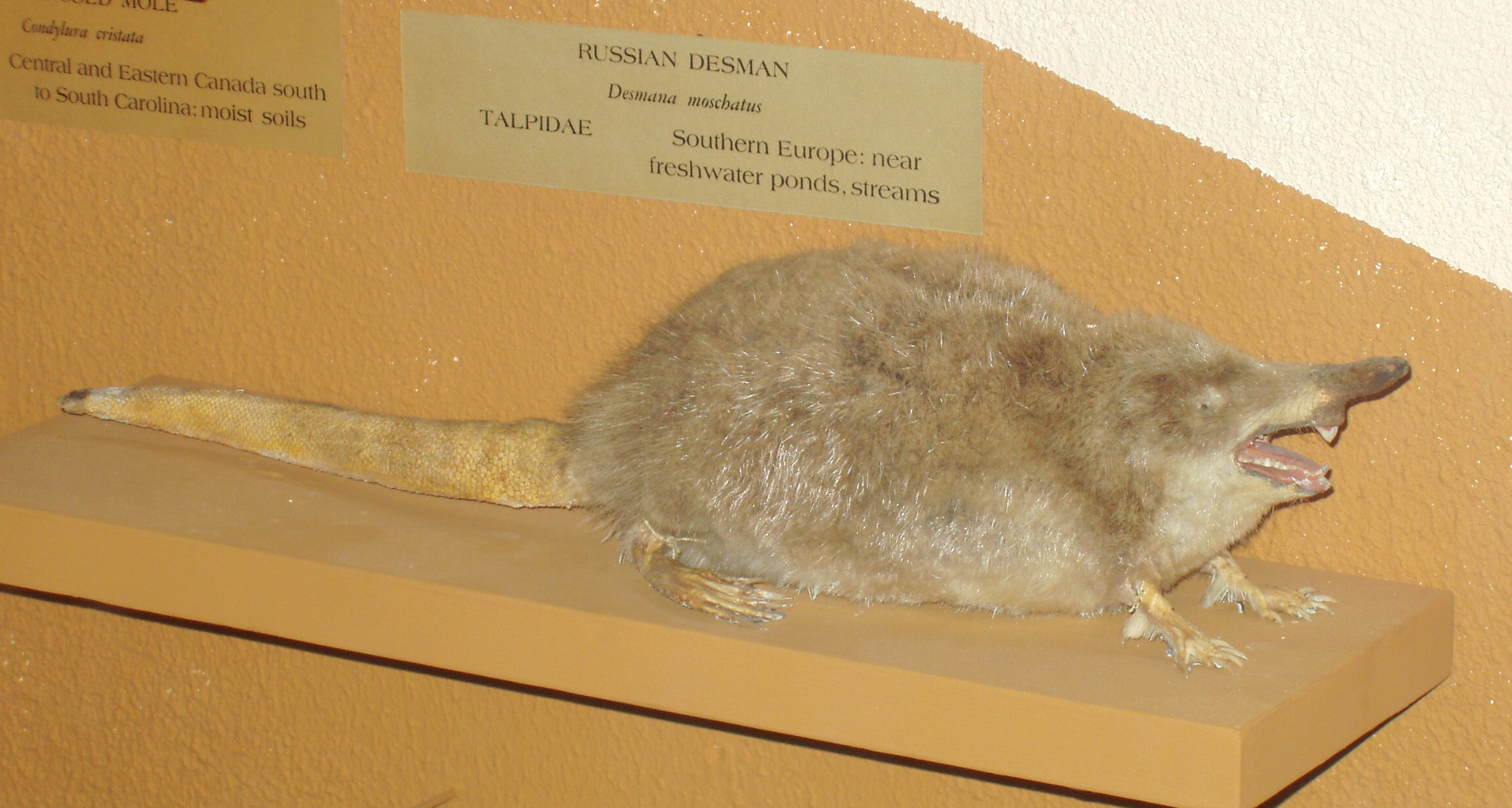
Spécimen naturalisé, université Harvard.
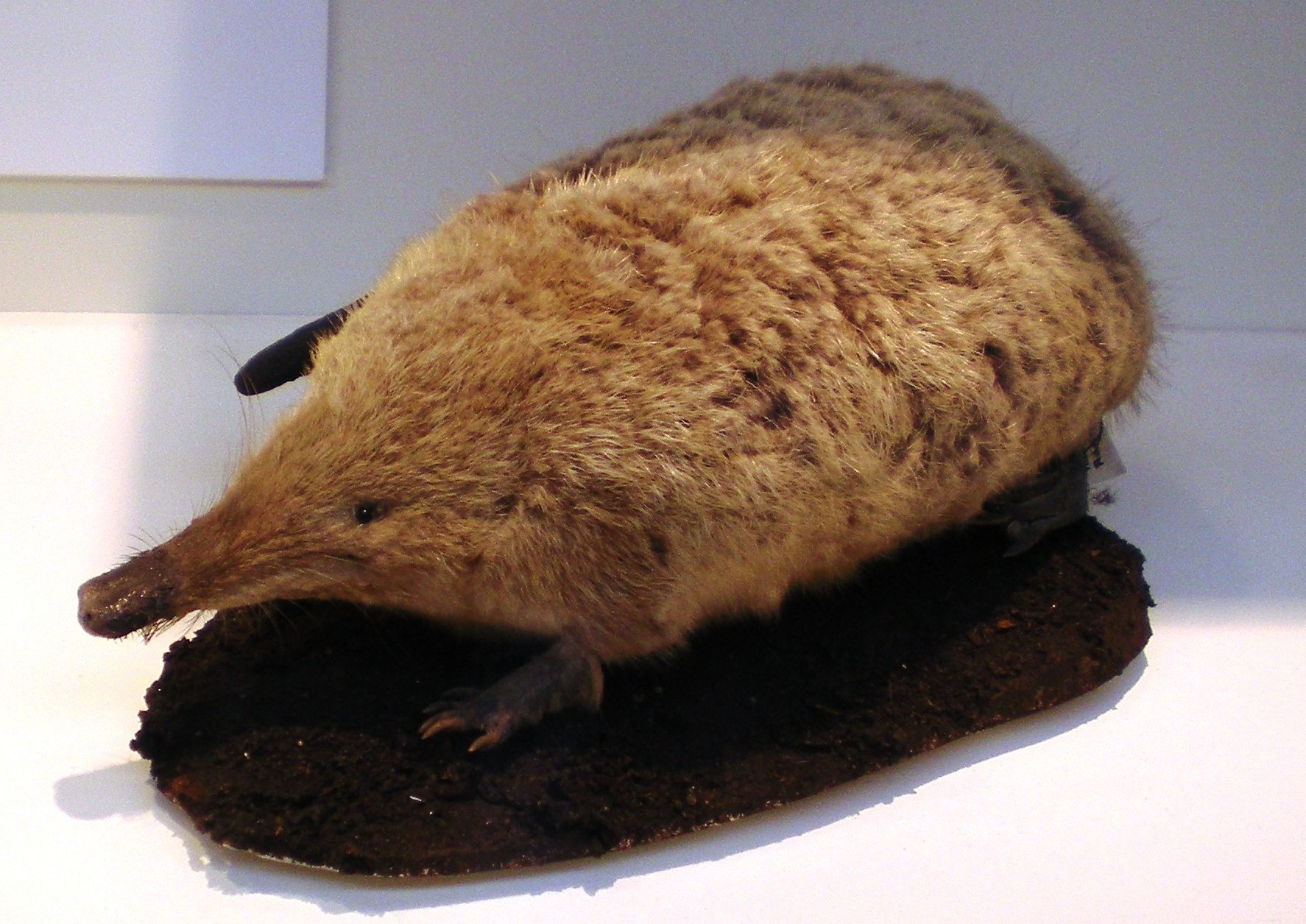
Spécimen naturalisé, muséum de Londres.
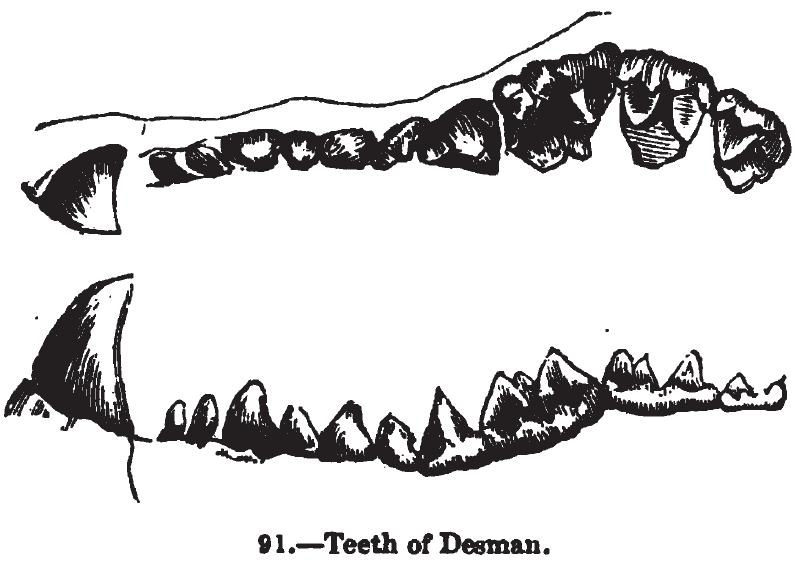
Denture de Desmana moschata.

## Comportement

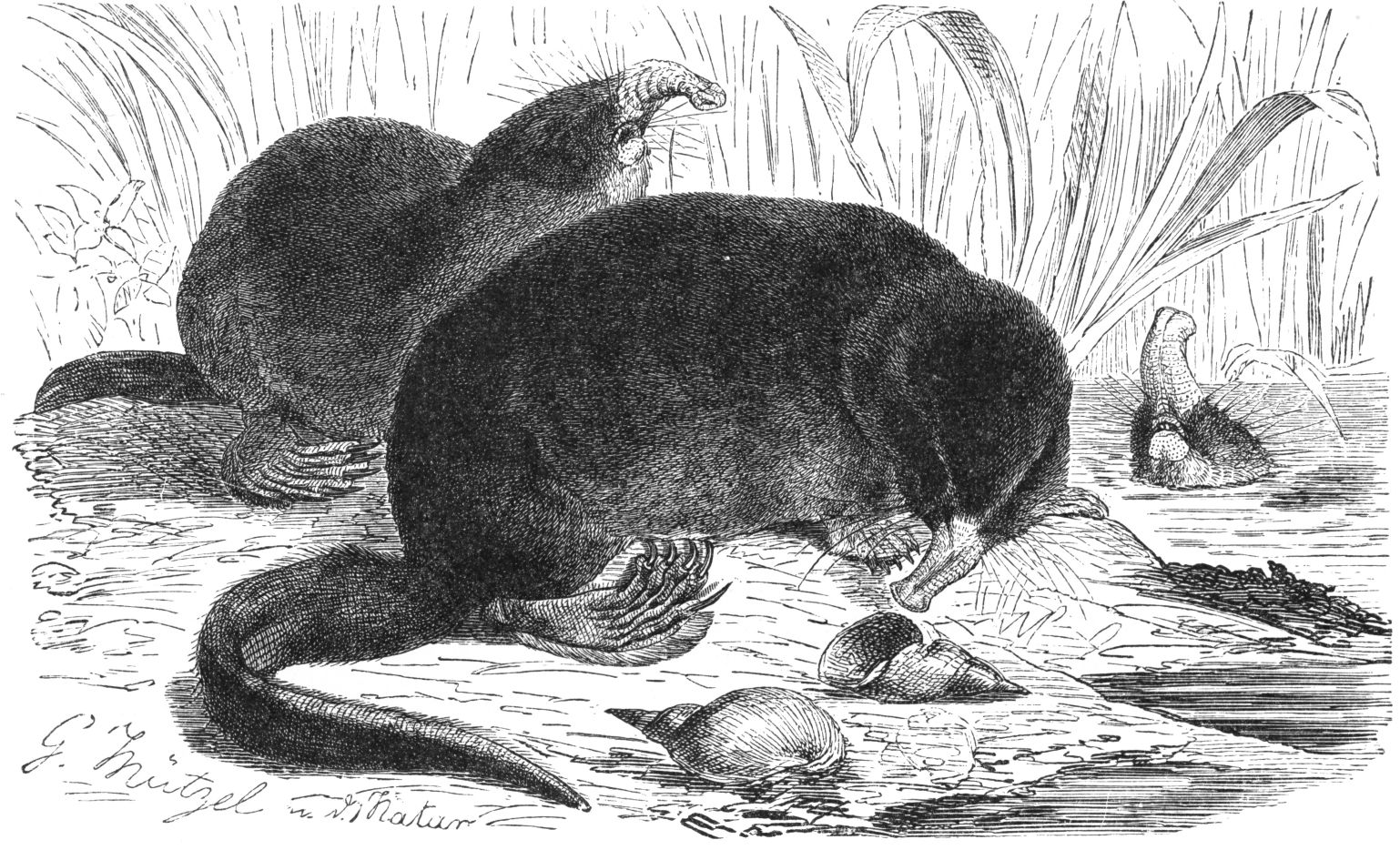
Illustration montrant plusieurs Desmans de Russie au bord d'un cours d'eau

### Régime alimentaire
L'espèce est omnivore. Elle se nourrit essentiellement d'insectes, d'où sa classification en insectivore, mais son régime alimentaire peut également se composer de petits invertébrés aquatiques, de limaces, de petits amphibiens, voire parfois de petits poissons et de crabes. Elle chasse en général la nuit, sur le tapis des cours d'eau et étangs, grâce à sa longue trompe qui lui permet de détecter ses proies. Son territoire de chasse peut s'étendre sur environ un demi hectare. Elle consomme aussi des espèces végétales.

### Mode de vie
Le desman de Russie est un animal sédentaire, vivant en petites communautés (jusqu'à 15 individus) se partageant les diverses chambres d'un terrier, différentes générations cohabitant souvent. La période d'hibernation du desman russe se situe en hiver.

### Reproduction
Sa reproduction peut avoir lieu toute l'année mais le Desman a généralement deux pics de reproduction à la fin du printemps et de l'automne. La gestation peut durer de 6 à 7 semaines, les femelles mettent au monde des portées de 1 à 6 petits, généralement 3 ou 4. les nouveau-nés sont sevrés à un mois, ils deviennent adultes quinze jours après.

## Habitat et répartition

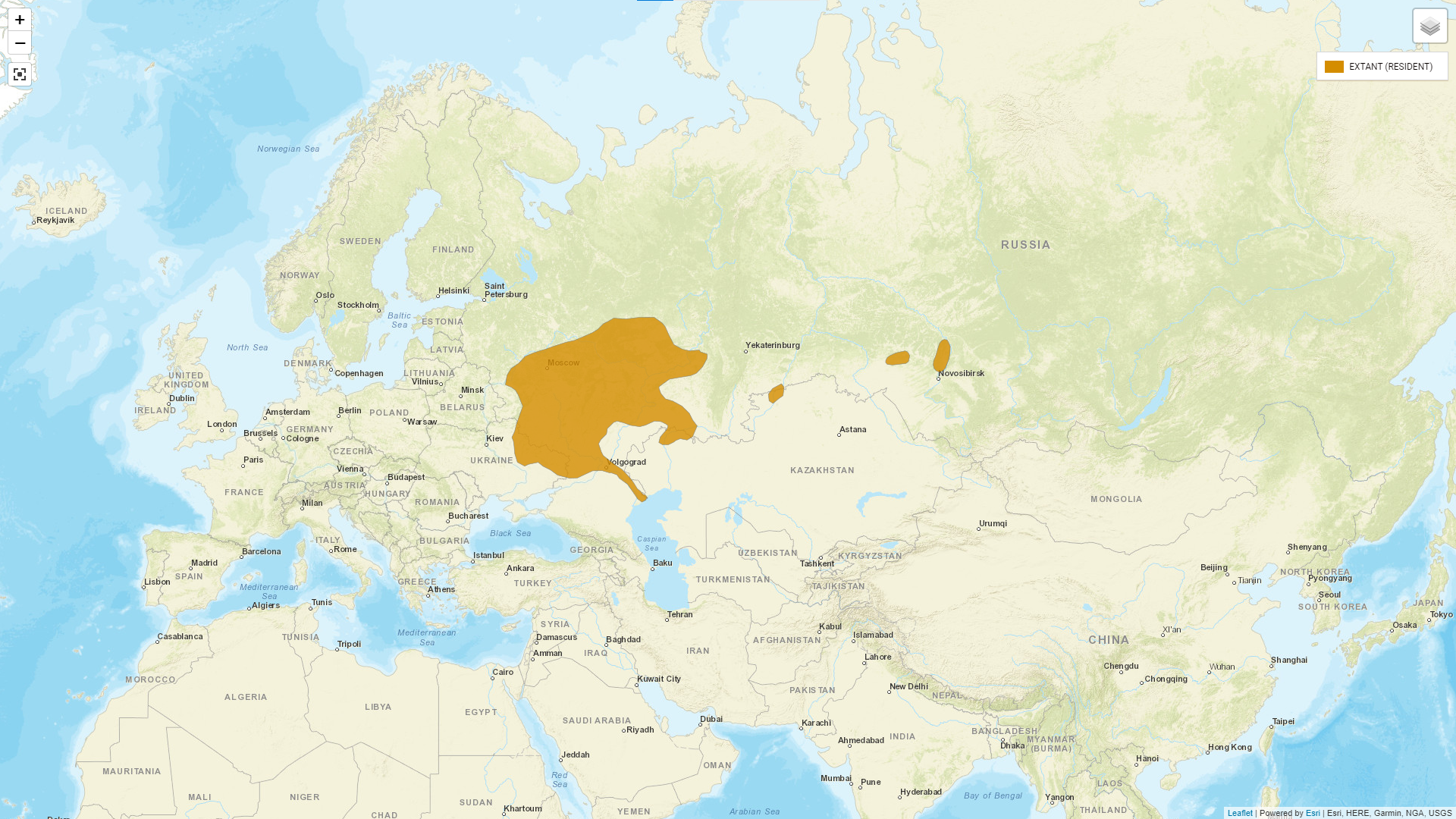
Répartition historique de l'espèce.

En Russie, là où le Desman était commun au début du XXe siècle dans les bassins de la Volga, du Don  et de l'Oural, ses populations sont très fragmentées en 2017,. En Ukraine, historiquement présent dans le bassin du Dniepr, il n'est présent que de manière sporadique dans la plaine inondable du Seïm et de ses affluents,. Au Kazakhstan, sa présence est possible dans le Oblys de Kostanaï, le fleuve Oural et le canal de Kushum (en). Il est dorénavant absent de Biélorussie, de Lituanie — où il avait été introduit au milieu des années 1900 —, et peut-être de Moldavie.
Le Desman russe vit sur les rives des cours d'eau calmes ainsi qu'au bord d'étendues d'eau stagnantes tels les étangs, lacs, marais et mares avec néanmoins une préférence pour les petites mares de 2 à 6 m avec une riche végétation aquatique, de denses ripisylves le long des berges et une forte abondance d'insectes et d'amphibiens. Il vit dans des terriers creusés sur les berges, ces terriers sont uniquement accessibles par l'eau. Lors d'inondations, les animaux abandonnent leur habitat pour se réfugier plus haut, dans les arbres.

## Conservation
Depuis le début du XXe siècle, le nombre de Desmans russes ne cesse de diminuer. Dans les années 1970, on compte environ 70 000 individus à l'état sauvage ; 35 000 en 2004. En 2017, la population ne dépasse pas 8 000 à 10 000 individus dans toutes les zones historiques de son aire de répartition de Russie, soit plus de 266 km de côtes dans huit régions, ce qui correspond à la moitié de son aire de répartition mondiale,. Il est probable que les données reflètent également les tendances dans le reste de son aire de répartition en Ukraine et au Kazakhstan, où les populations sont petites et isolées.
Les facteurs déterminant de cet effondrement de population sont le braconnage de la fin du siècle dernier, la baisse de la qualité de l'habitat, les prises accidentelles dans les filets de pêche, l'exploitation des terres, la construction de centrales hydroélectriques, la pollution de l'eau, la concurrence des espèces invasives, les sécheresses périodiques et l'absence d'inondations,.
Cette espèce est présente sur la liste rouge des espèces menacées par l'UICN où elle est considérée en danger critique d'extinction.
Le Desman de Russie est inscrit à l'annexe II de la Convention de Berne et figure dans le Livre rouge en Ukraine (en déclin), en Russie (dans la catégorie 1 : population réduite à un nombre critique) et au Kazakhstan (catégorie 2 : vulnérable). L'espèce a fait l'objet de multiples tentatives de réintroductions et d'élevage qui se sont révélées plus ou moins infructueuses. En l'absence d'un programme de protection des espèces et d'un soutien de l'État russe, les aires protégées restent la seule mesure passive pour protéger le Desman de Russie.

## Le Desman de Russie dans la culture
Le Desman de Russie n'a aujourd'hui aucune utilisation commerciale ou locale en raison de sa faible abondance. Aux XIXe et XXe siècles, il a été largement capturé pour sa fourrure et son musc, qui était utilisé en parfumerie. Le piégeage du desman est désormais interdit.

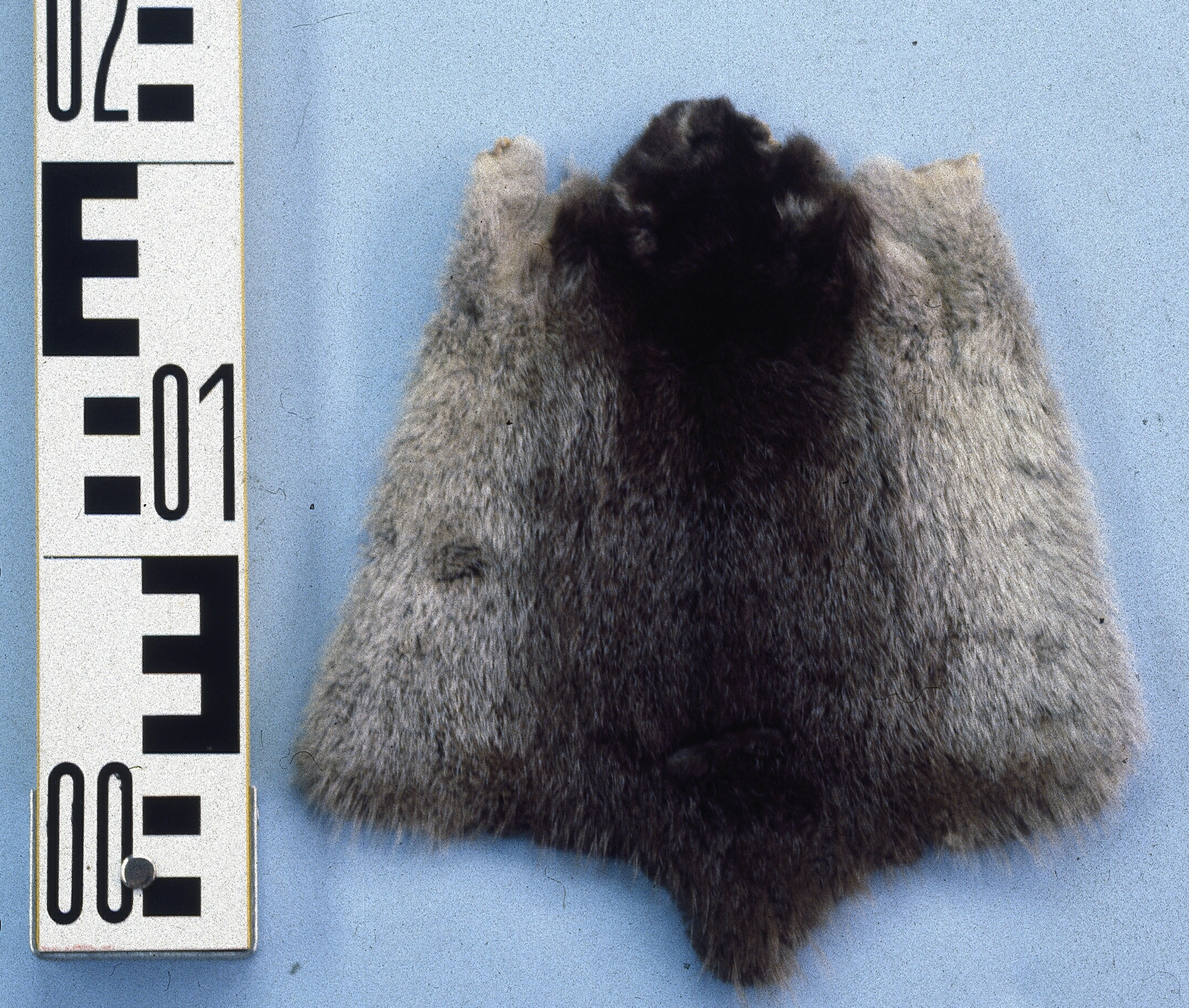
Peau d'un desman russe
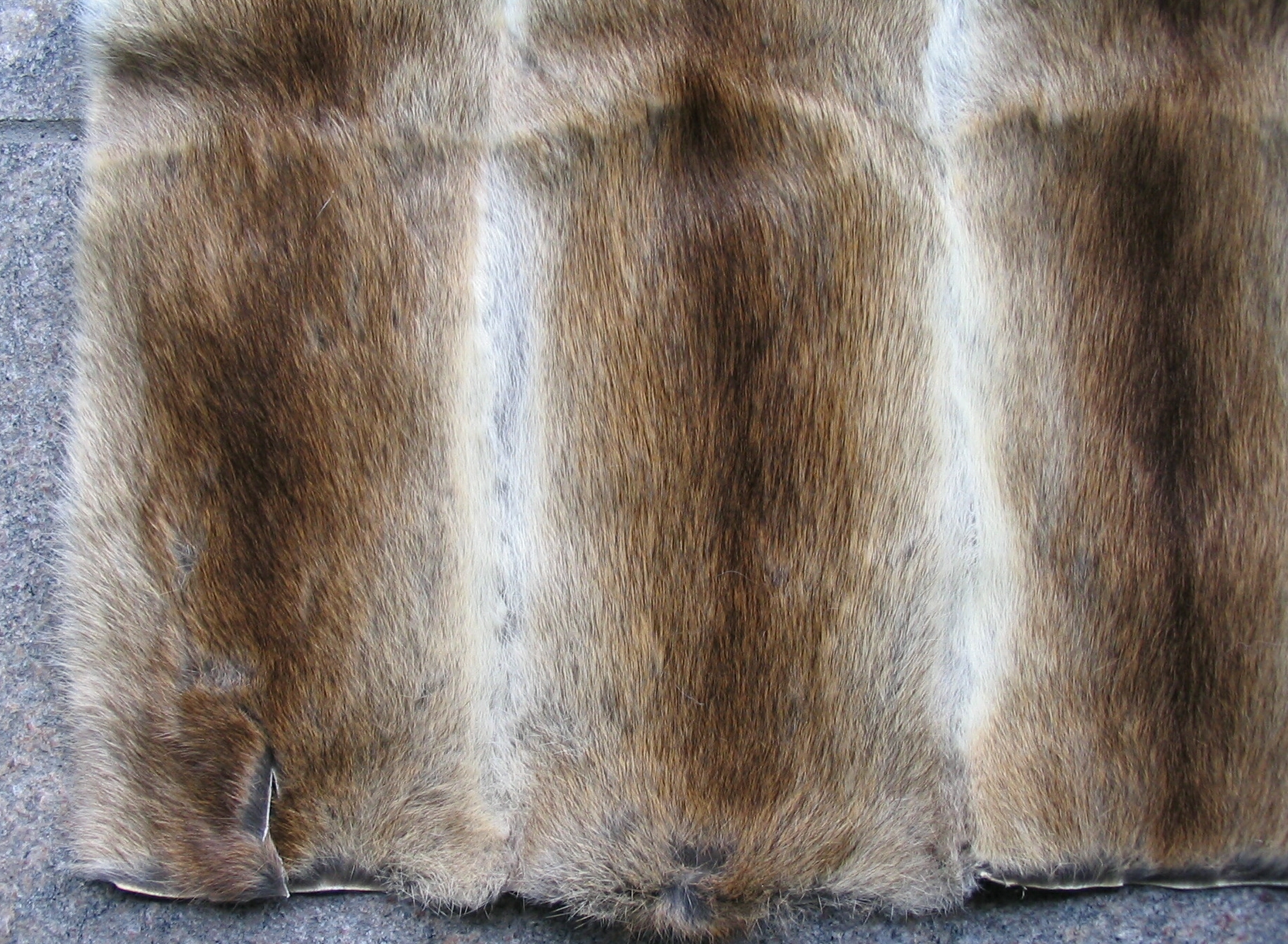
Fourrure faite de peaux de desmans russes
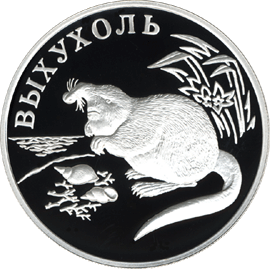
Desman de Russie sur une pièce commémorative.
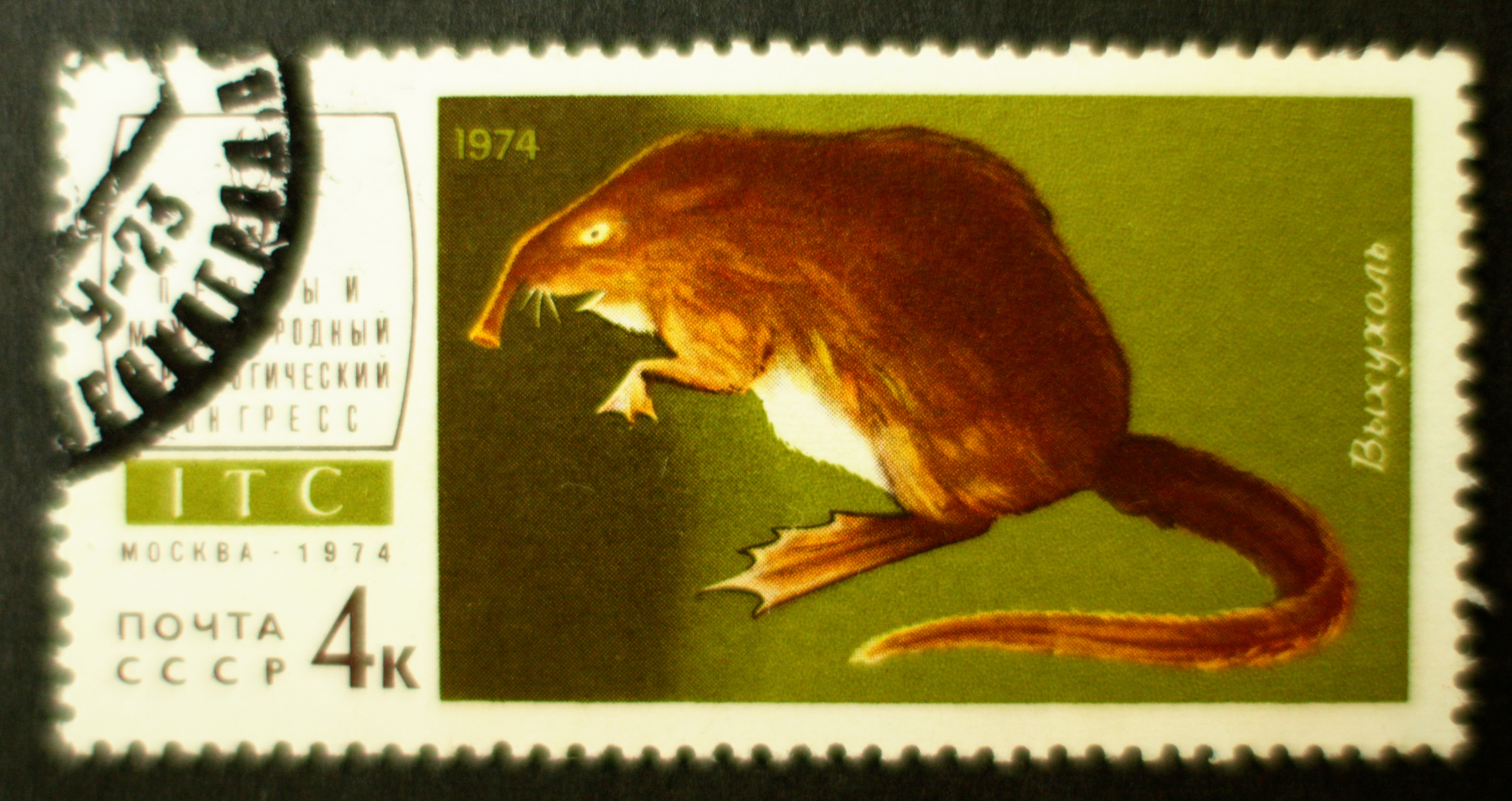
Desman de Russie sur un timbre de 1974.